# Вердер (футбольний клуб)
«Вердер» (нім. Sportverein Werder Bremen — укр. Спортивний союз Вердер Бремен) — професіональний німецький футбольний клуб із міста Бремен. Заснований 4 лютого 1899 року як Fußballverein Werder групою з 16 учнів вищої школи. Назва клубу походить від німецького архаїзму, який означає річковий острів, описуючи таким чином місце, де засновники вперше грали у футбол.

## Історія

### 1899—1999
Бременський «Вердер» заснований 4 лютого 1899 року. Після численних регіональних успіхів і завоювання Кубка Німеччини 1961 року, клуб став одним із перших клубів учасників Бундесліги й уже в другому сезоні став чемпіоном.

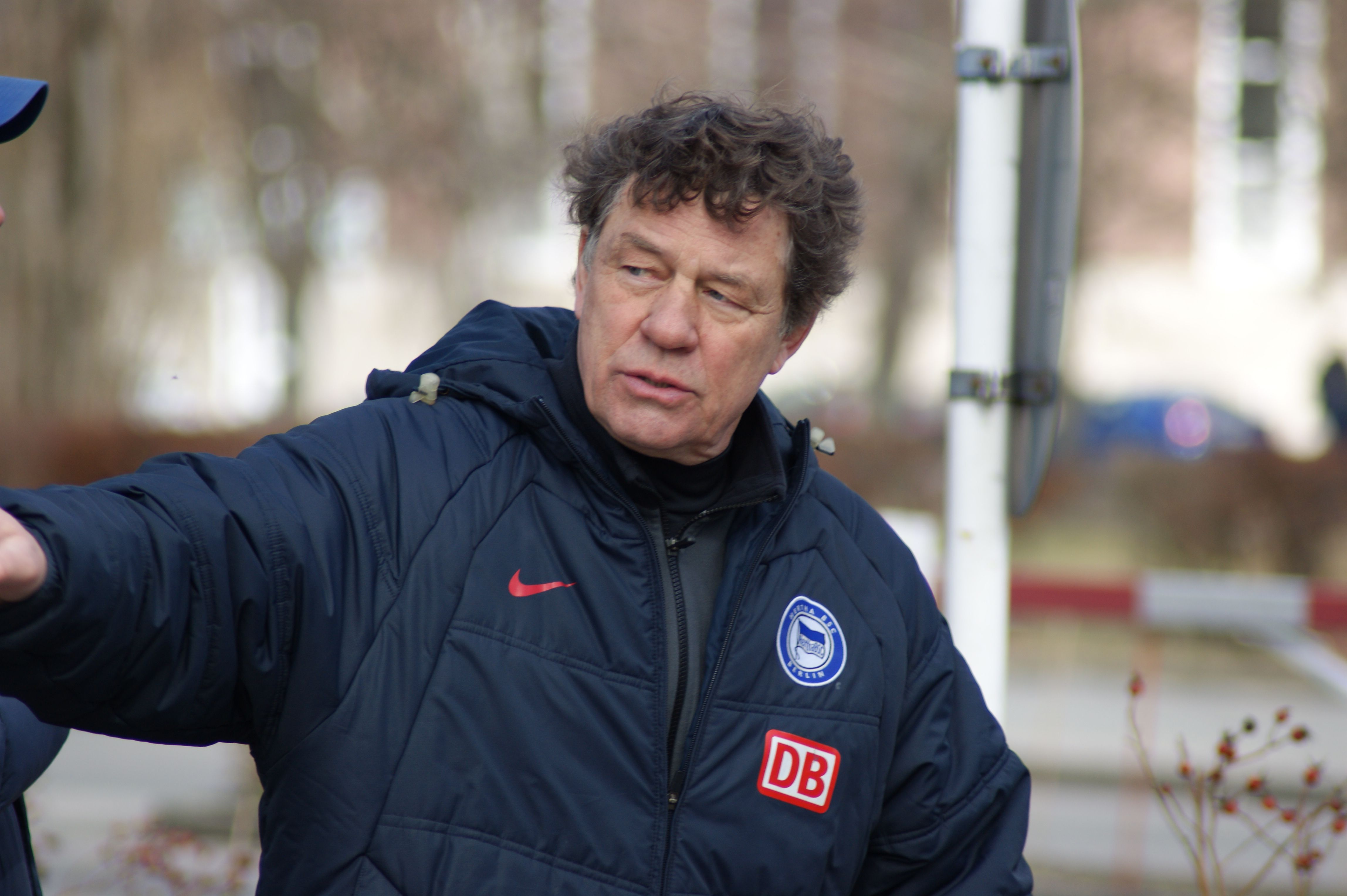
Отто Рехагель

Клуб покинув еліту в 1980 році на один сезон і повернувся туди зі своїм новим тренером Отто Рехагелем для нових перемог: срібло в 1983 і 1986 роках, і ще одне звання чемпіона в 1988 році. У кубку «Вердер» виходив у фінал в 1989 і 1990 роках, але здобути перемогу зміг тільки 1991 року. У наступному Кубку Володарів Кубків Вердер також здобув успіх, вигравши його 1992 року. У 1993 році «Вердер» став чемпіоном утретє. Наступного року клуб здобув Кубок.

### Ера Томаса Шаафа

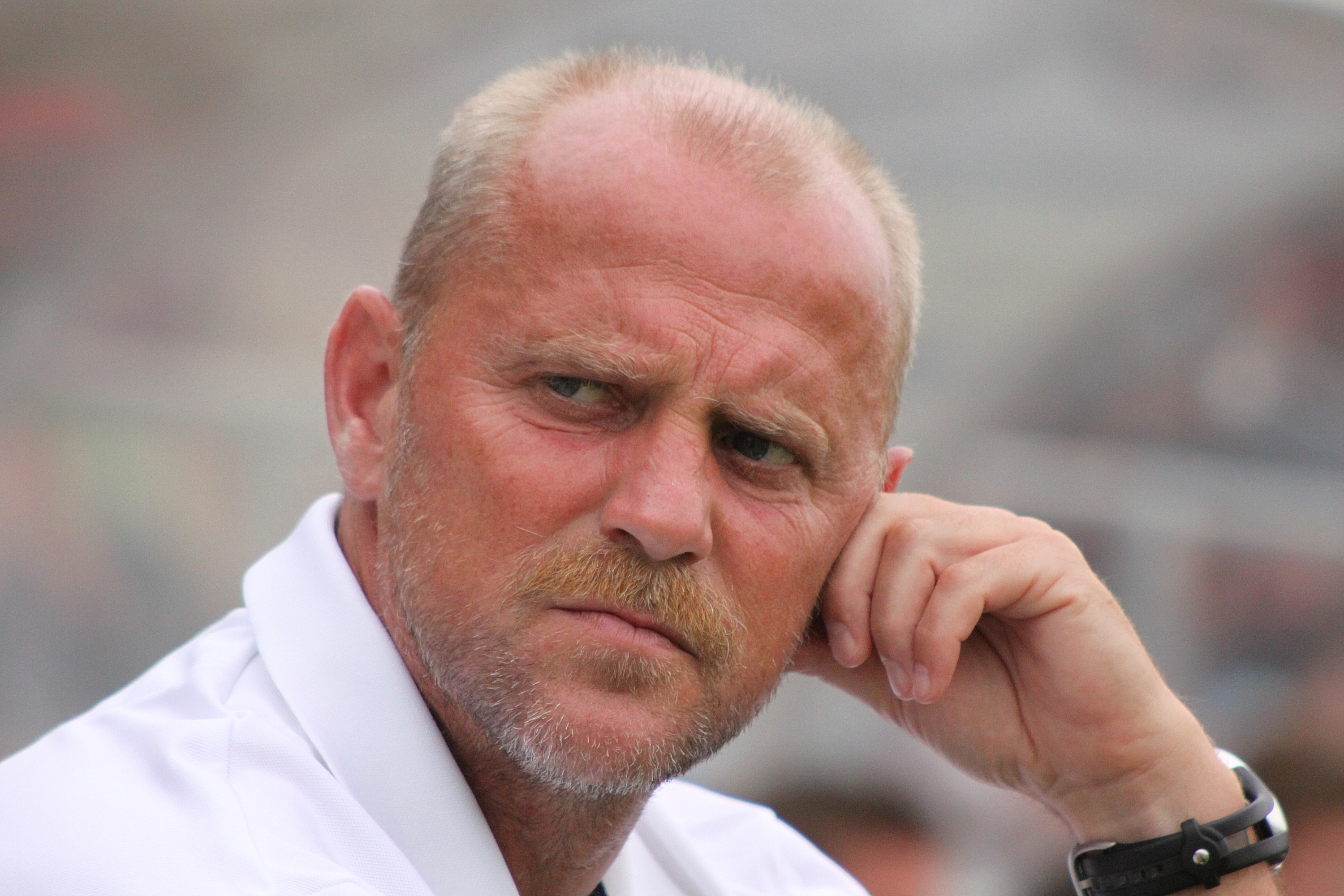
Томас Шааф

У травні 1999 року «Вердер» очолив колишній захисник клубу Томас Шааф, замінивши на посаді головного тренера Фелікса Магата. На той момент бременці знаходились у зоні вильоту за три тури до фінішу чемпіонату (маючи, щоправда, одну гру в запасі). У першому ж матчі під керівництвом нового тренера «Вердер» переміг «Шальке» 1:0, відірвавшись від Бохума, який займав шістнадцяту сходинку, на три бали. Незважаючи на поразку в останньому турі від «Штутгарта» на виїзді, клуб зберіг місце в елітному дивізіоні й навіть піднявся на тринадцяту сходинку за підсумками сезону. А вже 12 червня Томас Шааф здобув перший трофей зі своєю командою, коли «Вердер» в серії пенальті переміг у фіналі Кубка Німеччини тодішнього чемпіона країни — мюнхенську «Баварію» (1:1 в основний і додатковий час). Завдяки цьому бременці здобули право виступати в Кубку УЄФА в сезоні 1999/2000. В наступному сезоні команда зайняла дев'яте місце в Бундеслізі й вийшла до фіналу Кубка. Там бременцям знову протистояла «Баварія», але цього разу мюнхенці впевнено перемогли — 3:0. Тим не менш, цей результат дозволив клубу знов потрапити до єврокубків у наступному сезоні. В Кубку УЄФА «Вердер» дістався стадії чвертьфіналів, перегравши на своєму шляху такі колективи, як французький «Олімпік» (Ліон) й італійську «Парму», після чого поступився лондонському «Арсеналові». 

Розміщення гравців у фіналі Кубка УЄФА 2008—2009.

У сезонах 2000/2001, 2001/2002, 2002/2003 команда стабільно займала шосту або сьому позицію. Справжнім проривом для клубу став сезон 2003/2004, коли «Вердер» уперше у своїй історії зробив «золотий дубль», вигравши чемпіонат і кубок країни. При цьому титул чемпіона було офіційно здобуто за два тури до кінця на полі головного конкурента — «Баварії» (перемога 3:1). Окрім «Вердера», «золотий дублем» у Німеччині можуть похвалитись лише 4 клуби: «Шальке» (1937), «Баварія» (10 разів), «Кельн» (1978) і дортмундська «Боруссія» (2012).
У наступних сезонах бременці залишалися у верхній половині таблиці. У сезоні 2004/2005 команда зайняла третє місце, в сезоні 2005/2006 — друге. У Лізі Чемпіонів клуб двічі зупинявся на стадії 1/8 фіналу. У сезоні 2006/2007 «Вердер» пішов на зимову перерву лідером чемпіонату («зимовий чемпіон»), але до фінішу дістався лише третім. Наступного року «Вердер» знов фінішував на другому місці. А от сезон 2008/2009 несподівано став невдалим. Команда завоювала лише десяте місце в чемпіонаті (найгірший результат за останні 10 років). Утім, команда змогла виграти третій Кубок Німеччини під керівництвом Томаса Шаафа й шостий у своїй історії, а також дісталася фіналу Кубка УЄФА, де поступилася донецькому «Шахтареві» 1:2. У сезоні 2009/2010 «Вердер» повернув собі третю сходинку, але надалі результати команди різко впали. У наступних трьох сезонах бременці не підіймалися вище дев'ятої сходинки. За підсумками сезону 2012/2013 «Вердер» опинився на 14 місці, набравши лише на три бали більше за Гоффенгайм 1899, який фінішував шістнадцятим.
15 травня 2013 було оголошено, що Томас Шааф залишає команду через незадовільні результати. Загалом Шааф був у структурі клубу (як гравець, помічник та головний тренер) понад сорок років і чотирнадцять — як головний тренер.

### 2013 — дотепер
До кінця сезону 2012/2013 команду очолював колишній помічник Шаафа Вольфганг Рольфф. У травні було оголошено, що новим тренером команди стане Робін Дутт. 25 жовтня 2014 року Дутта було звільнено, а на його посаду було призначено українського фахівця Віктора Скрипника, який до цього очолював молодіжну команду бременців. Сезон 2014/2015 під керівництвом Скрипника «Вердер» закінчив на десятому місці. У сезоні 2015/2016 зайняв 13 місце.

## Склад
Станом на 5 квітня 2025
| №  | Поз. | Нац.      | Гравець                        |
| -- | ---- | --------- | ------------------------------ |
| 1  | ВР   | Німеччина | Міхаель Цеттерер               |
| 2  | ПЗ   | Бельгія   | Олів'є Деман                   |
| 4  | ЗХ   | Німеччина | Ніклас Штарк                   |
| 5  | ЗХ   | Німеччина | Амос Піпер                     |
| 6  | ПЗ   | Данія     | Єнс Стаге                      |
| 7  | НП   | Німеччина | Марвін Дукш                    |
| 8  | ЗХ   | Німеччина | Мітчелл Вайзер                 |
| 9  | НП   | Німеччина | Кеке Топп                      |
| 10 | ПЗ   | Німеччина | Леонардо Біттенкурт            |
| 11 | НП   | Німеччина | Джастін Нжинмах                |
| 13 | ЗХ   | Сербія    | Милош Велькович (віце-капітан) |
| 14 | ПЗ   | Бельгія   | Сенне Линен                    |
| 15 | НП   | Шотландія | Олівер Берк                    |

| №  | Поз. | Нац.         | Гравець                                   |
| -- | ---- | ------------ | ----------------------------------------- |
| 17 | НП   | Австрія      | Марко Грюлль                              |
| 19 | ЗХ   | Німеччина    | Деррік Кен (в оренді з «Галатасарая»)     |
| 20 | ПЗ   | Австрія      | Романо Шмід                               |
| 22 | ЗХ   | Аргентина    | Хуліан Малатіні                           |
| 25 | ВР   | Німеччина    | Маркус Колке                              |
| 26 | НП   | США          | Джоель Імасуен                            |
| 27 | ЗХ   | Німеччина    | Фелікс Агу                                |
| 28 | ПЗ   | Франція      | Скеллі Алверо                             |
| 29 | ЗХ   | Буркіна-Фасо | Ісса Каборе (в оренді з «Манчестер Сіті») |
| 30 | ВР   | Німеччина    | Міо Бакгауз                               |
| 32 | ЗХ   | Австрія      | Марко Фрідль (капітан)                    |
| 33 | НП   | Німеччина    | Абденего Нанкіши                          |
| 35 | ПЗ   | Німеччина    | Леон Опітц                                |

## Досягнення
Бундесліга Німеччини:
- Чемпіон (4): 1965, 1988, 1993, 2004
- Віце-чемпіон (7): 1968, 1983, 1985, 1986, 1995, 2006, 2008
- Бронзовий призер (4): 1989, 1991, 2005, 2007

Кубок Німеччини:
- Володар (6): 1961, 1991, 1994, 1999, 2004, 2009
- Фіналіст (4): 1989, 1990, 2000, 2010

Суперкубок Німеччини:
- Володар (4): 1988, 1993, 1994, 2009
- Фіналіст (1): 1991

Кубок німецької ліги:
- Володар (1): 2006
- Фіналіст (2): 1999, 2004

Кубок володарів Кубків:
- Володар (1): 1991/92

Кубок УЄФА:
- Фіналіст (1): 2008/09
- Півфіналіст (2): 1987/88, 1989/90

## «Вердер» (Бремен) і Україна
Чимало сторінок футбольної історії та статистики пов'язують команду з Бремена та Україну. За цю команду грали кілька українських футболістів, у команді стажувалися тренери-українці. Крім того, бременці кілька разів зустрічалися з українськими командами в рамках офіційних європейських турнірів.
- «Вердер» тренував та провів кілька сезонів як гравець, відомий український футболіст — Віктор Скрипник.
- У 2016 році до Бремена мав перебратися гравець Дніпра — Артем Федецький[4].